# تيريزا بوستامينت
تيريزا بوستامينت (بالإسبانية: Teresa Bustamante)‏ هي متزحلقة أرجنتينية، ولدت في 17 نوفمبر 1962 في باريلوتشي في الأرجنتين.

## وصلات خارجية
- تيريزا بوستامينت على موقع أوليمبيديا (الإنجليزية)